# 북방 군도

북방 군도(영어: Northern Isles, 스코트어: Northern Isles, 스코틀랜드 게일어: Na h-Eileanan a Tuath, 고대 노르드어: Norðreyjar 노르드레위야르)는 스코틀랜드 본토의 북서부의 오크니와 셰틀랜드 두 제도를 함께 일컫는 말이다. 선선한 온대기후 지역이며, 주변 바다에 영향력을 투사할 수 있는 요지다. 남쪽의 오크니는 농경이 가능한 유인도가 26개에 달하는 데 비해, 북쪽의 셰틀랜드는 상대적으로 황폐하여 어로와 유전에 경제가 의존하고 있다. 이 두 섬은 모두 픽트인과 노르드인이 거쳐간 역사를 가지고 있다. 15세기에 모두 스코틀랜드 왕국에 편입되었고, 1707년 그레이트브리튼 왕국이 출범하면서 영국령이 되었다. 20세기의 양차 대전에서 이 두 제도는 해군적으로 중요한 역할을 맡았다.
두 제도 모두 관광이 중요 경제수단이다. 곳곳에 선사시대의 유적들이 있어 관광지로 사용된다. 스코틀랜드 본토와 연락선 및 항공편으로 연결되어 있다. 바이킹의 지배를 받았던 역사로 인해 스칸디나비아의 영향이 매우 짙게 남아 있다. 지명들은 고대의 켈트어 어원도 약간 남아 있지만, 대부분은 노르드어에서 비롯되었다.
"북방 군도"와 반대되는 "남방 군도"는 헤브리디스, 클라이드, 맨섬을 일컫는다. 남방 군도에는 9세기에서 13세기 사이에 군도 왕국이 존재했다.

## 같이 보기
- 군도 왕국